# Empoascanara shewelli
Empoascanara shewelli är en insektsart som beskrevs av Irena Dworakowska 1992. Empoascanara shewelli ingår i släktet Empoascanara och familjen dvärgstritar. Inga underarter finns listade i Catalogue of Life.